# Виза U
Виза U (англ. U visa) — категория виз, позволяющая жертвам преступлений и членам их семей оставаться в Соединённых Штатах, которые готовы оказать помощь правоохранительным и правительственным чиновникам в расследовании или преследование преступной деятельности.

## История
В октябре 2000 года, после принятия Закона о защите жертв торговли людьми Конгресс США ввёл неиммиграционную визу U. Этот закон был направлен на усиление способности правоохранительных органов расследовать дела и возбуждать уголовные дела против домашнего насилия, сексуального посягательства, торговли людьми и других преступлений, в то же время предлагая защиту жертвам таких преступлений.

## Типы визы
- Виза U-1 — выдаётся лицам, ставших жертвами преступлений на территории США и соответствующих другим критериям.
- Виза U-2 — выдаётся супругам держателей виз U-1.
- Виза U-3 — выдаётся детям держателей виз U-1.
- Виза U-4 — выдаётся родителям держателей U-1 в возрасте до 21 года.
- Виза U-5 — выдаётся не состоящим в браке братьям и сёстрам в возрасте до 18 лет держателей U-1, которые моложе 21 года.

## Требования к получению визы
Существует шесть требований для получения визы U:
- Заявитель должен был стать жертвой квалифицируемой преступной деятельности.
- Заявитель должен был подвергнуться серьёзному физическому или психологическому насилию.
- Заявитель должен иметь информацию о преступной деятельности.
- Заявитель может быть полезен в расследовании или судебном преследовании преступления.
- Преступная деятельность произошла в США или нарушала законы США.
- Заявитель допускается в Соединённые Штаты в соответствии с действующими иммиграционными законами и правилами США; те, кто не допущен к участию, могут подать заявление об отказе[2].

Преступления, жертвы которых могут иметь право на получение визы U, включают:
- Похищение
- Нападение
- Убийство
- Убийство по неосторожности
- Заложничество
- Вымогательство
- Шантаж
- Противоправное лишение свободы
- Сексуальное злоупотребление
- Изнасилование
- Сексуальное рабство
- Половые преступления
- Домашнее насилие
- Женское обрезание
- Проституция
- Инцест
- Преступления против правосудия
- Лжесвидетельство
- Пеонаж
- Сталкинг
- Пытки
- Рабство
- Торговля людьми
- Покушение на преступление
- Сговор

По состоянию на январь 2016 года накопилось 64 000 запрошенных виз U, но при этом существует ограничение в выдаче только 10 000 виз U-1 в год. Некоторые полицейские департаменты не удостоверяют каких-либо заявителей в качестве сотрудничающих либо по политическим причинам, либо из-за путаницы в законодательстве, хотя в некоторых штатах, таких как Калифорния и Нью-Йорк, существуют законы или политика, которые требуют незамедлительной сертификации любого лица, имеющего на это право.

### Изменение статуса по визе U
После трёх лет непрерывного присутствия в Соединённых Штатах владелец визы U может иметь право изменить статус и стать законным постоянным жителем при соблюдении определённых требований. Заявитель на изменение статуса на основе визы U должен иметь действительный статус U на момент подачи формы I-485, когда Служба гражданства и иммиграции США получает должным образом заполненное заявление.

## Инциденты
Злоупотребление визой U было предпринято группами, которые пытались обмануть правоохранительные органы, чтобы получить право на получение данной визы. Крупный инцидент произошел в Сиэтле в октябре 2019 года, когда группа из десяти человек инсценировала враждебный захват ресторана. Двое членов группы выдавали себя за грабителей в масках и связывали других людей, чтобы всё выглядело так, как будто было совершено преступление.

## Статистика
Ниже приведена статистика выдачи визы U в посольствах и консульствах за пределами США, и не включает людей, которые изменили статус неиммигранта на статус U в Соединённых Штатах.
| Год  | Количество выданных виз U-1 | Количество выданных виз U-2 | Количество выданных виз U-3 | Количество выданных виз U-4 | Количество выданных виз U-5 | Всего  |
| ---- | --------------------------- | --------------------------- | --------------------------- | --------------------------- | --------------------------- | ------ |
| 2010 | 84                          | 41                          | 510                         | 15                          | 13                          | 663    |
| 2011 | ▲ 132                       | ▲ 61                        | ▲ 1071                      | ▲ 32                        | ▲ 72                        | ▲ 1368 |
| 2012 | ▲ 170                       | ▲ 103                       | ▲ 1194                      | ▲ 45                        | ▲ 83                        | ▲ 1595 |
| 2013 | ▼ 169                       | ▲ 116                       | ▲ 1391                      | ▼ 42                        | ▼ 55                        | ▲ 1773 |
| 2014 | ▼ 149                       | ▲ 147                       | ▲ 1756                      | ▲ 44                        | ▲ 63                        | ▲ 2159 |
| 2015 | ▼ 121                       | ▼ 126                       | ▼ 1419                      | ▼ 42                        | ▼ 39                        | ▼ 1747 |
| 2016 | ▲ 146                       | ▼ 113                       | ▼ 1204                      | ▼ 40                        | ▲ 60                        | ▼ 1563 |
| 2017 | ▼ 129                       | ▲ 122                       | ▲ 1226                      | ▬ 40                        | ▼ 40                        | ▼ 1557 |
| 2018 | ▼ 128                       | ▲ 174                       | ▲ 1521                      | ▼ 36                        | ▼ 25                        | ▲ 1884 |
| 2019 | ▼ 127                       | ▼ 164                       | ▼ 1292                      | ▼ 23                        | ▲ 33                        | ▼ 1639 |
| 2020 | ▼ 79                        | ▼ 71                        | ▼ 544                       | ▼ 6                         | ▼ 8                         | ▼ 708  |